# La mente nuova dell'imperatore
La mente nuova dell'imperatore è un saggio scientifico del fisico e matematico Roger Penrose pubblicato nel 1989 e nel 1991 in Italia da Rizzoli.
Tratta le tematica della coscienza umana, della macchina di Turing, dei computer quantistici oltre che a un breve excursus storico della fisica.
Il libro ha ottenuto il Science Book Prizes nel 1990.

## Edizioni
- (EN) Roger Penrose, The Emperor's New Mind, 1ª ed., Oxford University Press, 1989, ISBN 0-19-851973-7.
- Roger Penrose, La mente nuova dell'imperatore, collana Saggi, Rizzoli, 1992.